# Still Here
Still Here is een nummer van de rockband Stereo, die was opgestaan uit het RTL 5-programma Rock Nation. Het is de derde single van hun enige album Momogamy.
Het nummer werd in de week van 17 oktober 2009 door Radio 538 uitgeroepen tot Alarmschijf, en haalde de 29e positie in de Nederlandse Top 40.